# Pebasiconcha immanis
Pebasiconcha immanis is een uitgestorven slakkensoort uit de familie van de Acavidae. De wetenschappelijke naam van de soort is voor het eerst geldig gepubliceerd in 1999 door Wesselingh en Gittenberger, 1999.